# Mount Aeolus, Alberta
Mount Aeolus är ett berg i Kanada.   Det ligger i provinsen Alberta, i den centrala delen av landet, 3 100 km väster om huvudstaden Ottawa. Toppen på Mount Aeolus är 2 643 meter över havet.
Terrängen runt Mount Aeolus är kuperad åt nordväst, men åt sydost är den bergig. Trakten runt Mount Aeolus är nära nog obefolkad, med mindre än två invånare per kvadratkilometer..
I omgivningarna runt Mount Aeolus växer i huvudsak barrskog.